# Parque nacional de Rago
El Parque nacional de Rago (noruego: Rago nasjonalpark) es un parque nacional en el municipio de Sørfold, en el condado de Nordland, Noruega. El parque tiene una extensión de 171 kilómetros cuadrados y se encuentra al este de la Ruta europea E6, a unos 10 kilómetros al noreste del pueblo de Straumen. El parque fue establecido el 22 de enero de 1971.
El PN de Rago limita con el Parque Nacional Padjelanta, en Suecia, que a su vez limita con otros dos parques, y la combinación de todas las tierras protegidas es de un total de unos 5.400 kilómetros cuadrados, creando una de las áreas protegidas más grandes de Europa.
Los lagos Storskogvatnet y Litlverivatnet se encuentran dentro del parque. Hay varios glaciares en la parte sudeste. El Parque Nacional Rago no tiene una rica variedad de plantas, debido en parte a sus suelos pobres y su clima severo. Las áreas boscosas consisten en su mayoría en pinares. Entre los árboles, crecen muchas plantas alpinas.
Tampoco hay una gran variedad de animales y aves. Los alces viven en el parque junto con los renos semidomesticados. También hay glotones. En el parque, se ven con frecuencia urogallos y águilas reales.

## Nombre
El nombre es una forma abreviada del nombre sami Rágojiegna. El primer elemento es el genitivo de ráhko que significa "trineo para postes de tienda" y el último elemento es jiegna, que significa "glaciar".